# Melanotaenia fluviatilis
Melanotaenia fluviatilis (Latein: „fluviatilis“ = zum Fluss gehörend, im Fluss lebend), im deutschen Rotgesprenkelter Regenbogenfisch, Australischer Perlmutterfisch oder, wegen eines roten Flecks auf dem Kiemendeckel, einfach Rotohr genannt, ist eine Süßwasserfischart aus der Familie der Regenbogenfische (Melanotaeniidae). Sie kommt im südöstlichen Australien im Flusssystem von Darling und Murray River, sowie in Flüssen der Küstenregion des nördlichen New South Wales und des südlichen Queensland östlich der Great Dividing Range vor. Melanotaenia fluviatilis ist damit die am weitesten südlich vorkommende Regenbogenfischart.

## Merkmale
Melanotaenia fluviatilis hat einen mäßig gestreckten Körper, ist seitlich stark abgeflacht und wird für gewöhnlich zehn bis elf cm lang. Farblich ist die Art relativ variabel. Der Rücken ist bläulich oder blaugrünlich. Ein undeutliches Längsband auf der Mitte der matt silbrigen Körperseiten ist oft nicht sichtbar. Die hintere Körperhälfte ist unten mit kleinen, roten Punktreihen gemustert, ebenso die Schwanzflosse. Rücken-, After- und Bauchflossen sind schwarz gesäumt und haben ein rotes bis bräunliches Punkte- oder Strichelmuster. Bei weiblichen Fischen ist die Flossenmusterung schwächer ausgeprägt. Der Kiemendeckel zeigt einen kräftigen roten Fleck. Die Iris ist goldfarben.
- Flossenformel: Dorsale 1 V–VII, Dorsale 2 I/8–13, Anale I/17–20.

## Lebensraum
Melanotaenia fluviatilis lebt in langsam fließenden Flüssen und Bächen und in stehenden Gewässern wie Seen, Teichen, seltener in Sümpfen. Die Wasserqualität in seinem Lebensraum ist im Allgemeinen gut, das Wasser ist klar und sonnendurchflutet. Die Temperatur liegt zwischen 18 und 28 °C, im Winter kann sie in den südlichen Regionen des Verbreitungsgebietes auf 10 bis 15 °C fallen. Fällt sie unterhalb von 10 °C kann es zu einem drastischen Fischsterben kommen. Die Art lebt in großen Schwärmen.

## Systematik
Melanotaenia fluviatilis wurde 1878 durch den französischen Forschungsreisenden Francis de La Porte de Castelnau als Aristeus fluviatilis beschrieben, später aber der Gattung Melanotaenia zugeordnet. 1982 synonymisierten Allen & Cross die Art mit Melanotaenia splendida, sie blieb aber eine gültige Unterart. Seit 1986 wird sie wieder als eigenständige Art geführt. Melanotaenia fluviatilis ist sehr nah mit dem Karmin-Regenbogenfisch (Melanotaenia duboulayi) aus der Küstenregion des südöstlichen Queensland und von K’gari verwandt, von dessen Verbreitungsgebiet er durch eine Wasserscheide getrennt ist.